# Ermita de la Reina de los Ángeles
La ermita de la Reina de los Ángeles es un templo católico situado en la Peña de Arias Montano, perteneciente a localidad de Alájar. Acoge cada 8 de septiembre la romería de la Reina de los Ángeles, la que más romeros convoca en la comarca de la Sierra de Aracena.

## Historia

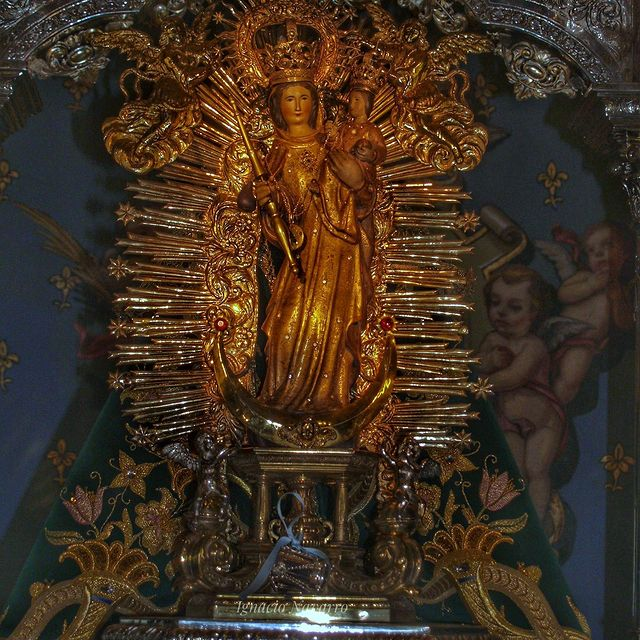
La Reina de los Ángeles

La ermita recoge la tradición milenaria de la Peña de Arias Montano como lugar de culto, atestiguada por los vestigios arqueológicos encontrados. Hay constancia de rituales funerarios en algunas de sus grutas y del posterior paso de eremitas en torno al siglo V. Entre ellos, la tradición destaca a San Víctor. Como la mayoría de los santuarios andaluces, justifica la devoción a su titular por medio de una aparición legendaria. En este caso, el relato cuenta que la Reina de los Ángeles se apareció a un pastor junto a una fuente.
Por su morfología basada en arcos transversales, difundidas a lo largo de Sierra Morena por los ganaderos de la Mesta, cabe datar el origen de la ermita a finales del siglo XIV o principios del XV. No obstante, del edificio original solo subsiste el presbiterio ya que su aspecto actual es fruto de una serie de intervenciones a lo largo de los siglos.
El humanista Benito Arias Montano costeó una ampliación del templo durante su estancia en la Peña -cuyos terrenos adquirió- a finales del siglo XVI. En este tiempo, la ermita funcionó como parroquial en la que oficiaba el propio Arias Montano hasta que en 1608 es erigida la Parroquia de San Marcos en Alájar. A lo largo de todo este siglo constan peregrinaciones de rogativas organizadas por el concejo de Aracena.
En 1631, los frailes agustinos descalzos intentaron fundar un convento en la ermita. El propósito no llegó a buen fin por la oposición de las comunidades carmelita y dominicana de Aracena. Tampoco prosperaron las reclamaciones sobre el santuario de la vecina localidad de Castaño del Robledo, que alegaba que se encontraba dentro de sus límites municipales.

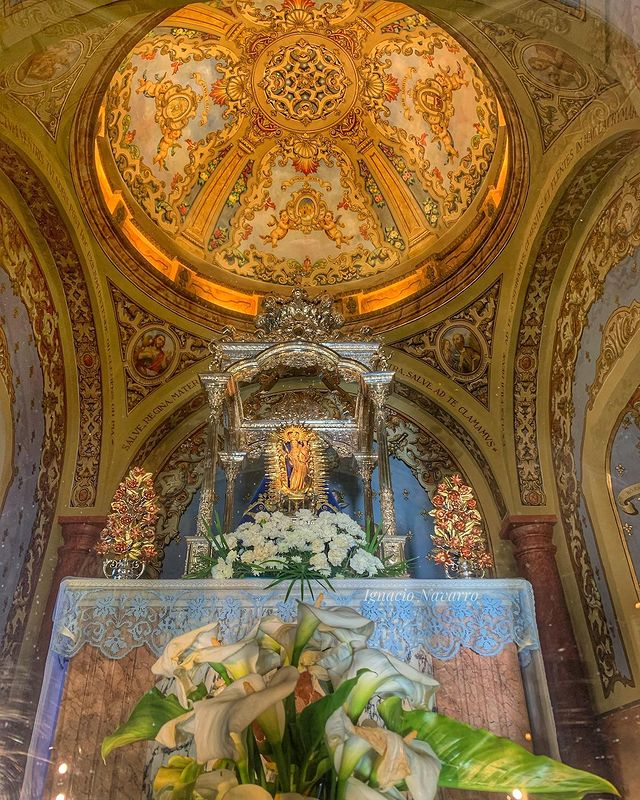
Camarín de la Reina de los Ángeles

Hubo nuevas obras en la década de 1760. Su aspecto definitivo se lo dan las reformas del siglo XX, en las que se construyen el camarín y la portada, se coloca la actual cubierta y se decora al fresco el altar mayor.
El templo fue asaltado tras el golpe de Estado de 1936, quedando destruido su patrimonio artístico. Entre las obras que se perdieron destacaban la talla original de la Reina de los Ángeles y la pintura de la Virgen de Belén de Pedro de Villegas Marmolejo que perteneció a Arias Montano.

## Descripción
La estructura del templo responde a la de las iglesias mudéjares de arcos transversales. El presbiterio es de planta cuadrada y se cubre con bóveda de crucería. Las pinturas que lo decoran son de Rafael Blas Rodríguez, realizadas en 1951. Entre los motivos elegidos, el pintor sevillano replicó la Anunciación de Murillo. Escoltando el arco toral figuran dos ángeles tallados por Rubén Fernández Parra en 2015 que sostienen lámparas votivas.
La actual imagen de la Reina de los Ángeles fue tallada por Antonio Illanes en 1937. Es copia fidedigna del original, gótico y probablemente del siglo XIII, destruido en 1936. De su histórica devoción habla el hecho de que ya en 1528 se creara una cofradía en su honor.